# Luz de neón

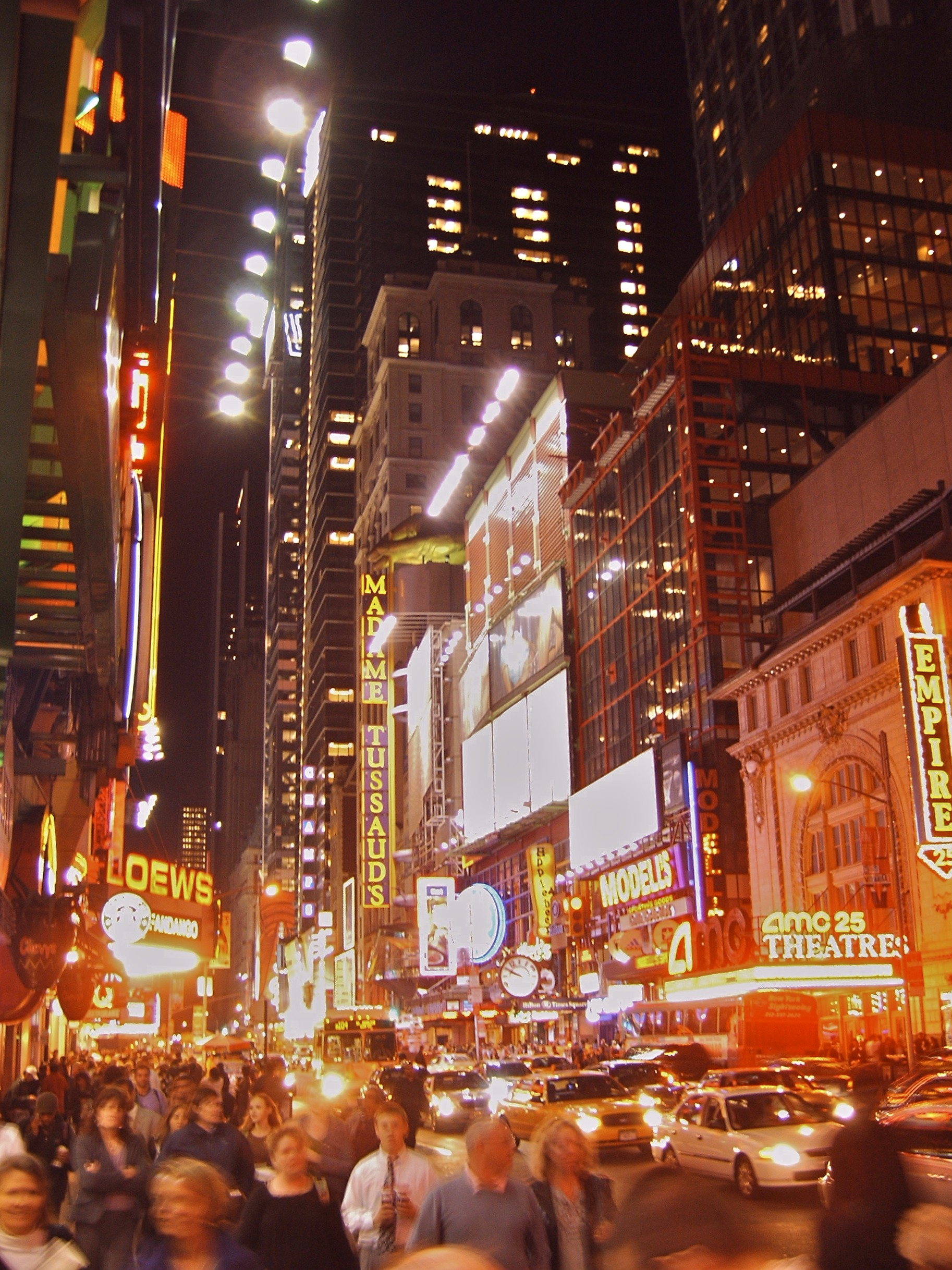
Las cercanías de Times Square, New York, se han hecho famosas, desde la década de 1920, por sus sofisticados letreros de neones luminosos hechos con tubos de neón.

La luz de neón se produce en unos tubos que contienen neón y otros gases enrarecidos y que, mediante la electricidad, dan una luminiscencia brillante. Un tubo de neón es un tubo sellado con electrodos metálicos en cada extremo, llenos de una serie de gases a baja presión. Son lámparas de descarga de cátodo frío. Al aplicar una diferencia de potencial alta, de varios miles de voltios, en los electrodos, se ioniza el gas del tubo y emite, por fluorescencia, luz coloreada. El color de la luz depende del gas que rellena el tubo. La luz de neón se llama así debido al neón, un gas noble que da una luz encarnada, muy popular, pero se usan otros gases y productos químicos para producir otros colores, como el helio (amarillo), dióxido de carbono (blanco) y mercurio (azul). Los tubos de neón pueden curvarse para formar letras o dibujos. Se usan principalmente para hacer anuncios llamativos y multicolores, llamados letreros de neón, que fueron especialmente populares entre 1920 y 1950.

Colores de la luz que dan los distintos gases
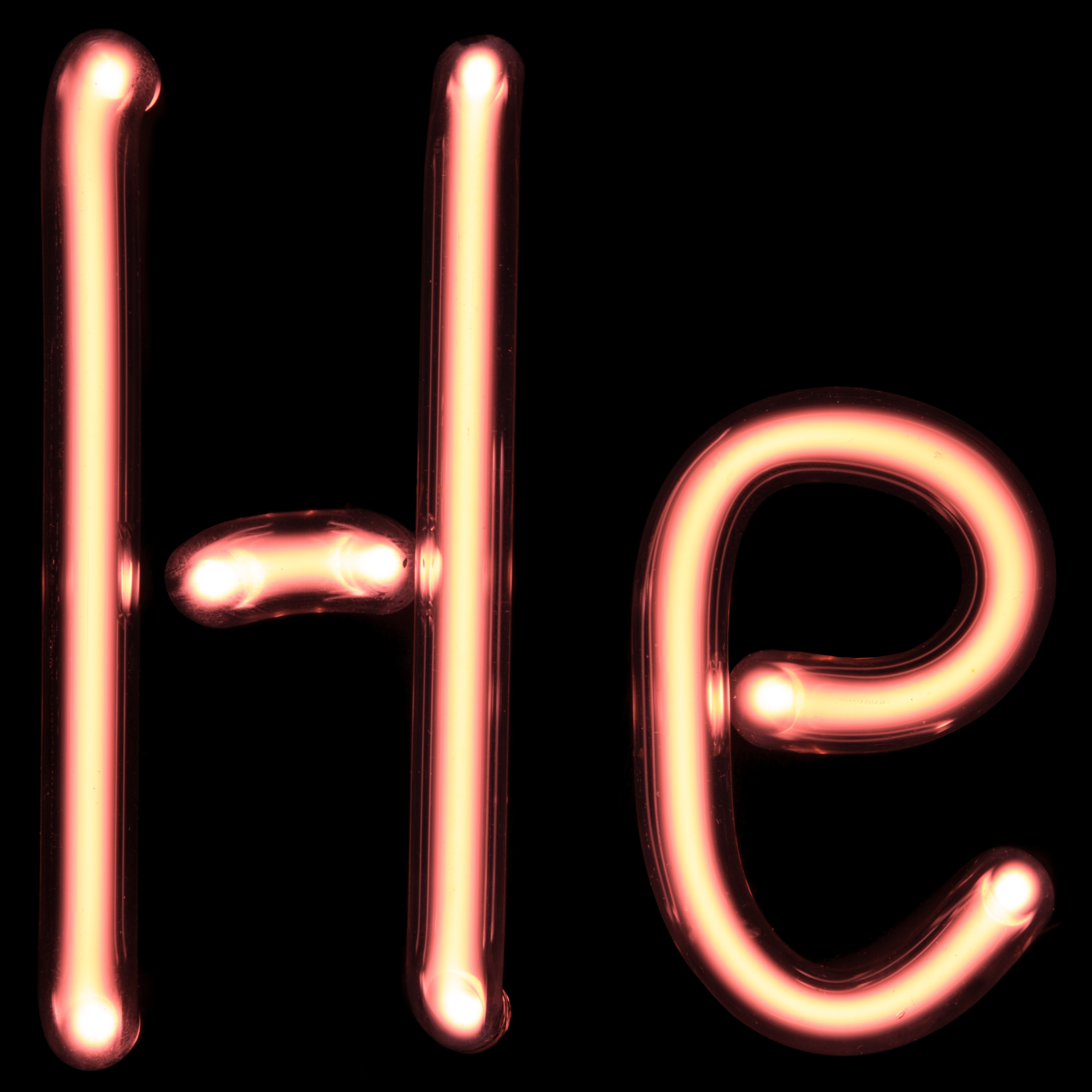
Helio
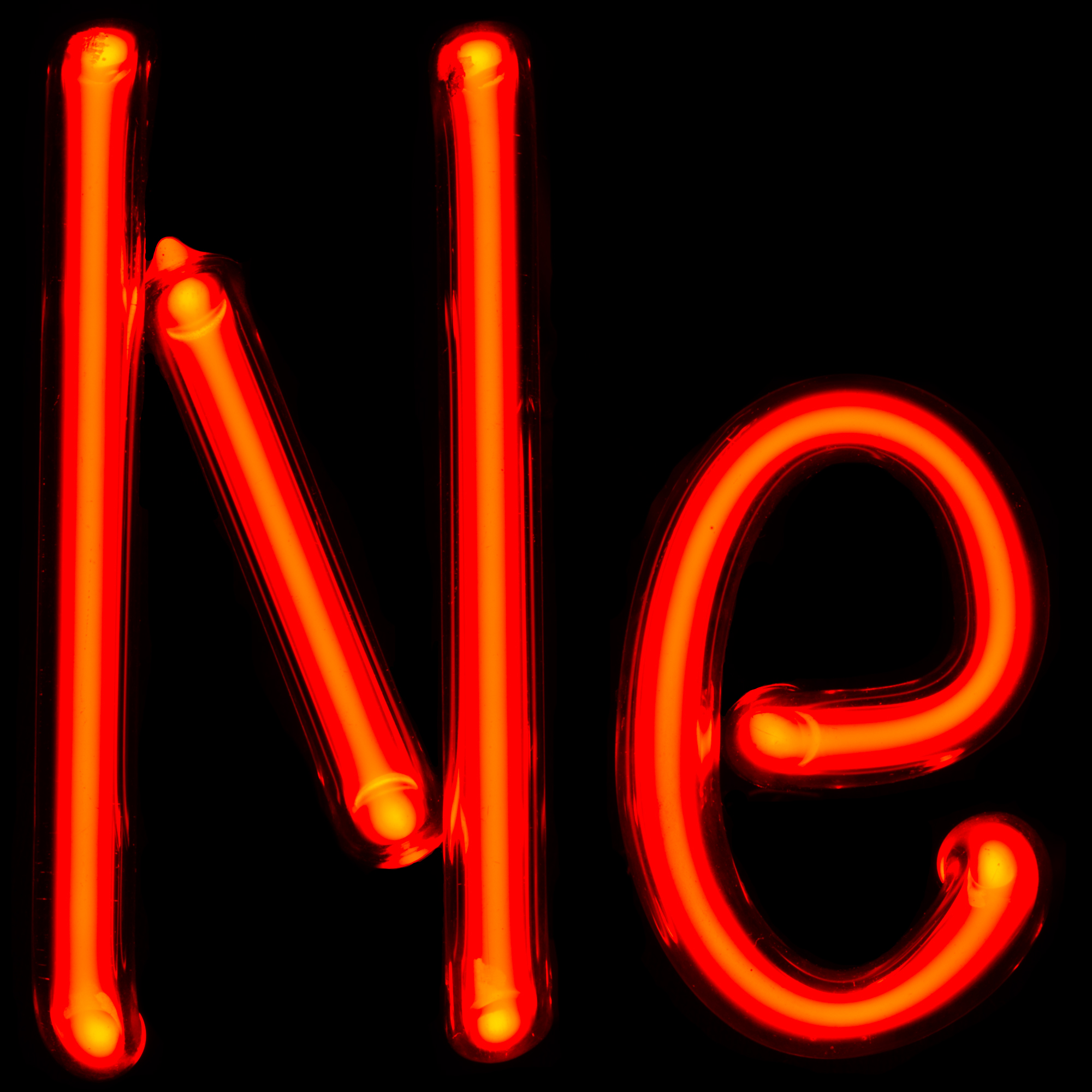
Neón
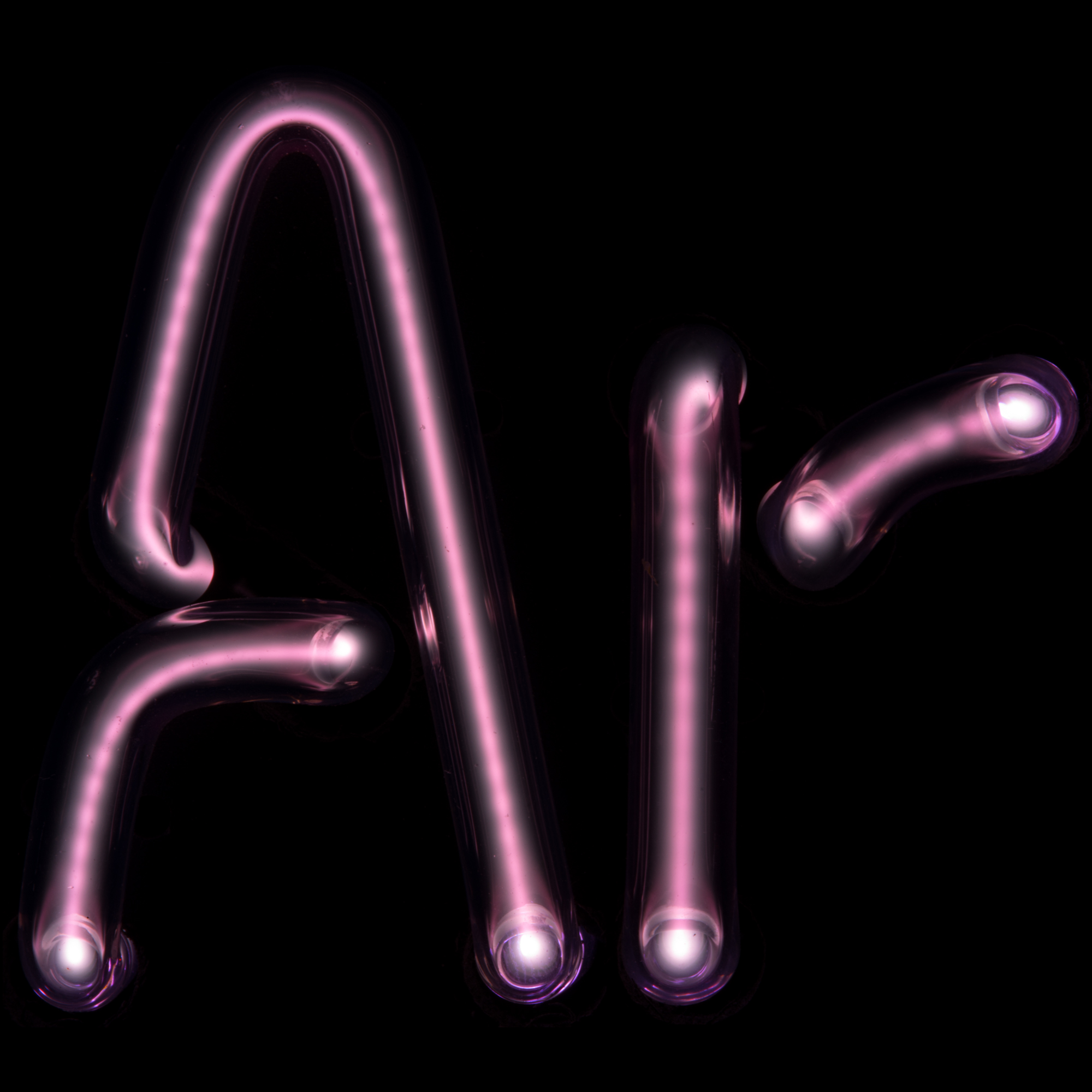
Argón
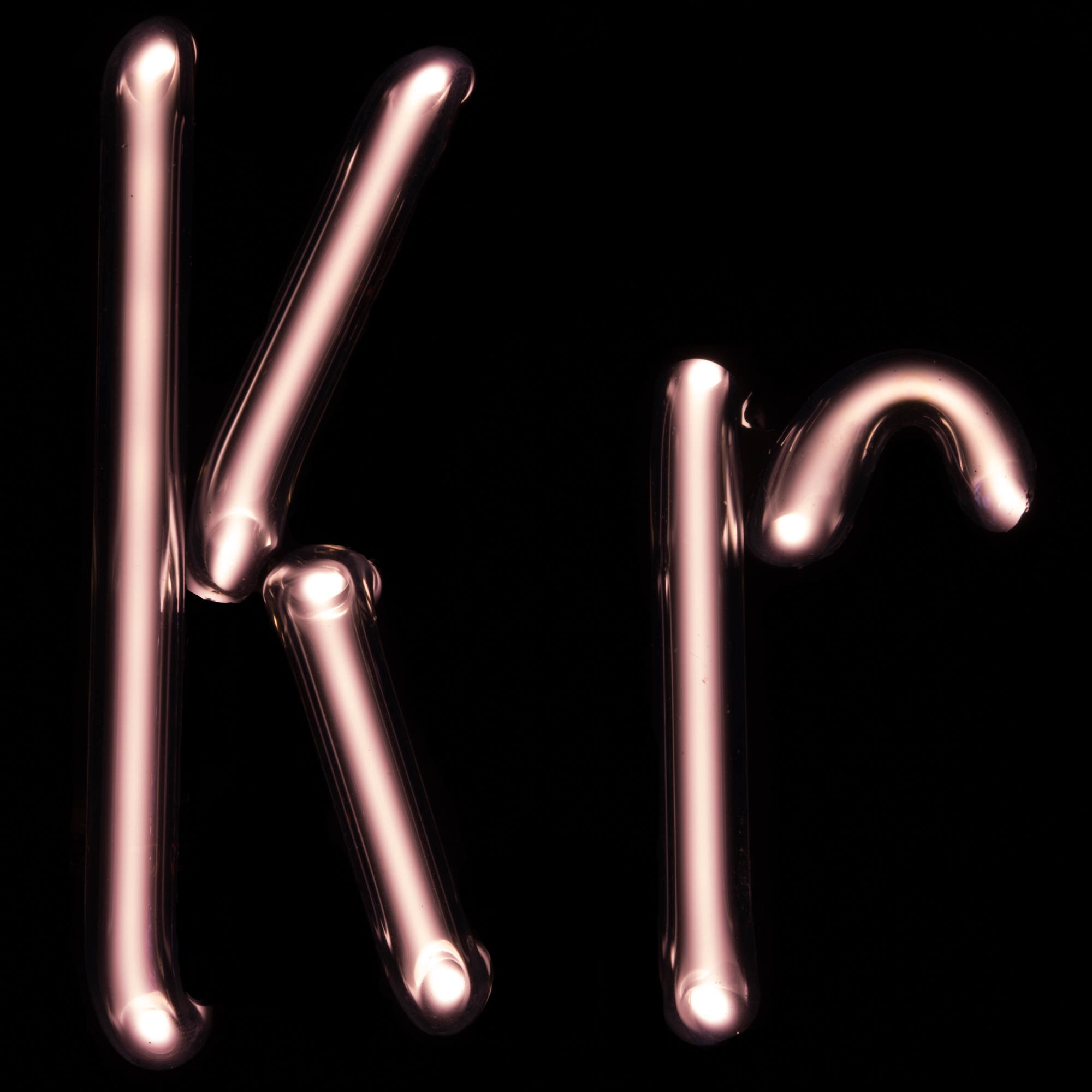
Kriptón
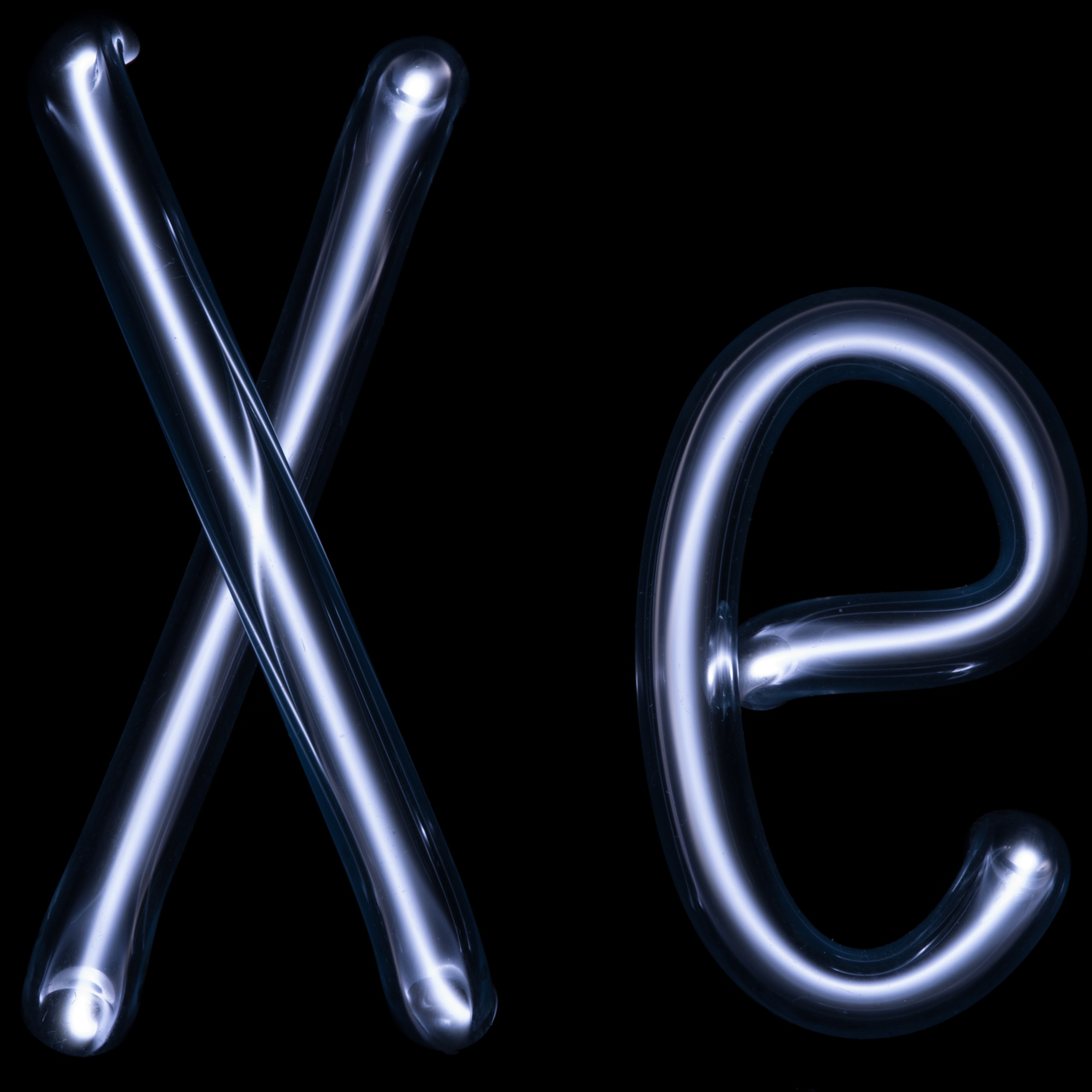
Xenón

El término también puede referirse a las lámparas de neón miniatura, desarrolladas en 1917, alrededor de siete años después que el tubo de neón. Mientras que el tubo de neón tiene normalmente varios metros de longitud, las lámparas de neón pueden ser menores de un centímetro y brillan más débilmente que los tubos. Hacia 1970 las lamparillas de neón se usaban corrientemente para pantallas de dispositivos electrónicos, para lucecitas decorativas y para los propios dispositivos electrónicos. Mientras que ahora esas lámparas son anticuadas, la tecnología de las lamparillas de neón se ha desarrollado para dar las pantallas de plasma actuales y los televisores de plasma.

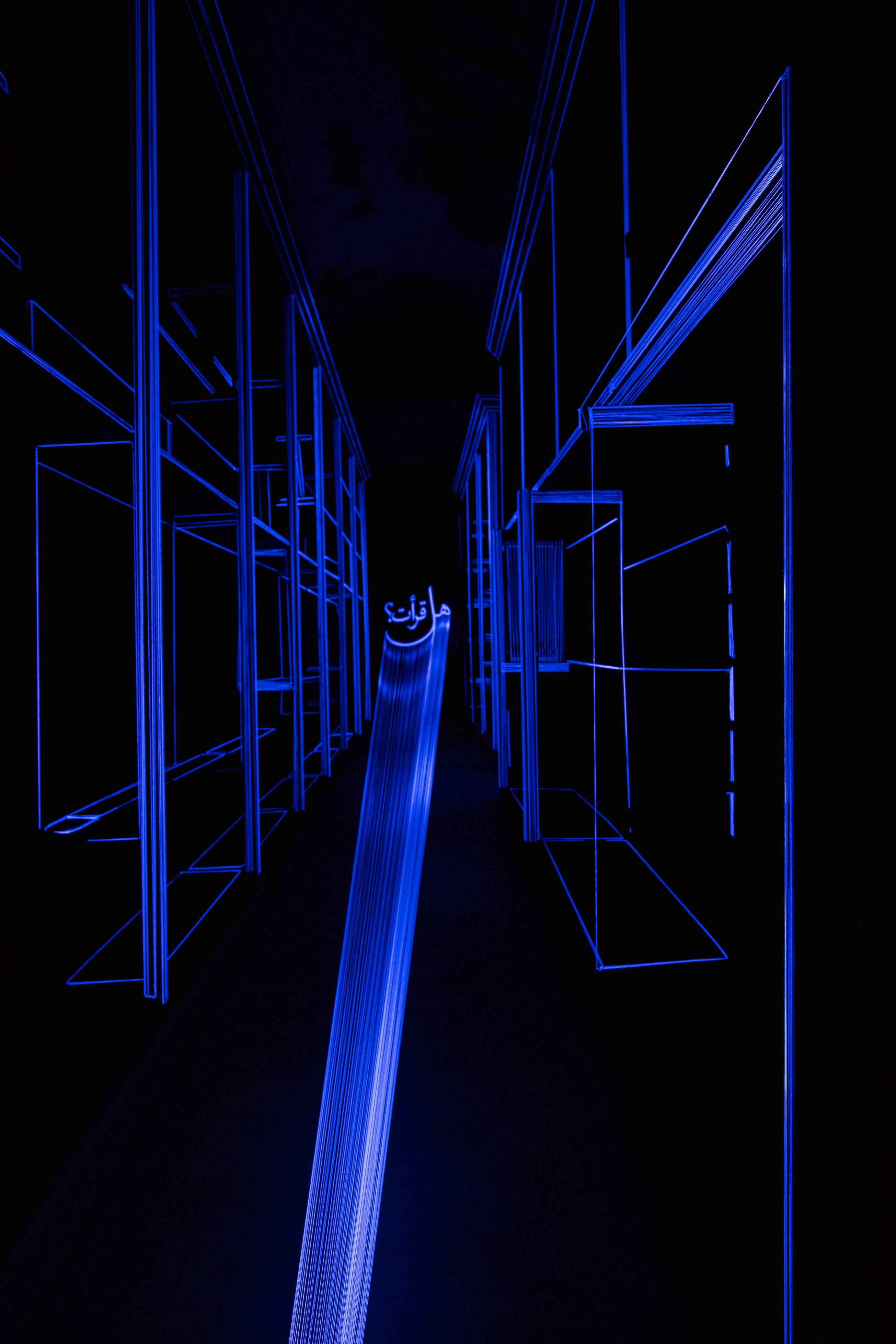
Efectos visuales en la Medina de Túnez.

Georges Claude, ingeniero e inventor francés, presentó el tubo de neón, prácticamente en su forma actual, en el Salón del Automóvil de Paris entre el 3 y 18 de diciembre de 1910. Claude, a veces conocido como "el Edison de Francia", tuvo el casi monopolio de la nueva tecnología, que se convirtió en muy popular para anuncios y señalización en el periodo 1920-1940. La iluminación de neón fue un fenómeno cultural en Estados Unidos en esa época; hacia 1940, los cascos de las ciudades de casi todas las ciudades brillaban con la luz de neón y Times Square en Nueva York fue conocida en todo el mundo por sus extravagancias en neón. Había 2000 talleres por todo el país diseñando y fabricando anuncios de neón.
La popularidad, complejidad y el ascenso de los anuncios de neón declinó en los U.S.A. después de la Segunda Guerra Mundial (1939-1945), pero el desarrollo continuó firmemente en Japón, Irán y otros países. En las últimas décadas, arquitectos y artistas han adoptado el tubo de neón como un componente de sus obras.
La luz de neón está relacionada con la luz fluorescente, que se desarrolló 25 años antes que el tubo de neón. En las luces fluorescentes, la luz emitida por los gases enrarecidos que hay en el tubo, se usan exclusivamente para excitar los materiales fluorescentes que impregnan el tubo, los cuales brillan con su propio color, usualmente blanco, que caracteriza al tubo. Los recubrimientos y cristales fluorescentes son alternativas a la iluminación por tubo de neón, pero este se elige normalmente para obtener coloraciones brillantes.
Técnicamente, los fluorescentes son dispositivos de cátodo caliente y las de neón son de cátodo frío. Tienen por supuesto distintos balastos, y además distintas vidas útiles. Una discusión también sugirió que la distinción que se hace hoy puede provenir entre las distintas patentes de Calude Neon Light y General Electric en 1938 que separaron los mercados entre iluminación interior, que incluía los fluorescentes, y la iluminación exterior, dominada por el atractivo de los letreros de neón en esa época.

## Historia y ciencia

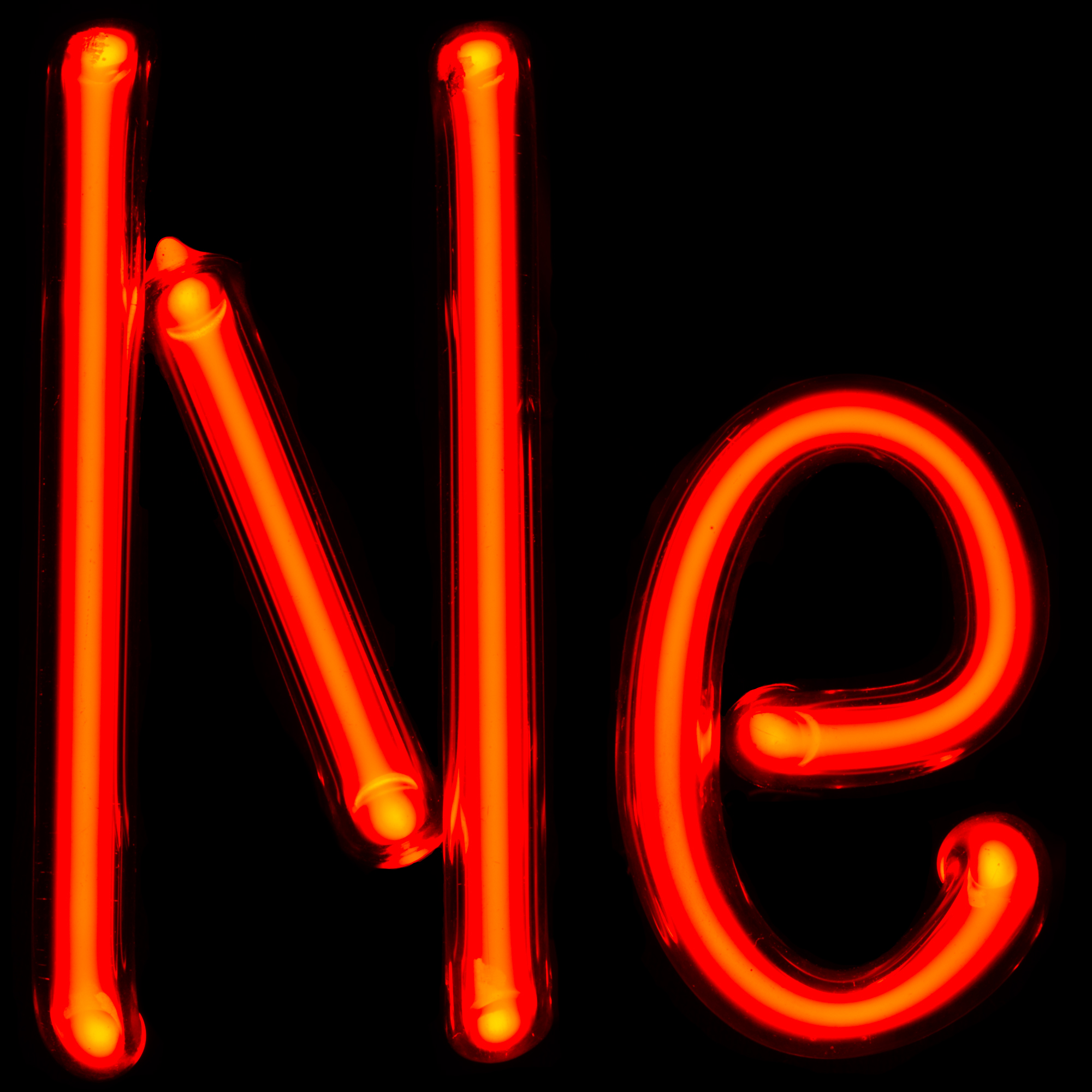
Letrero en tubo de neón; "Ne" es el símbolo del neón, uno de los elementos químicos.

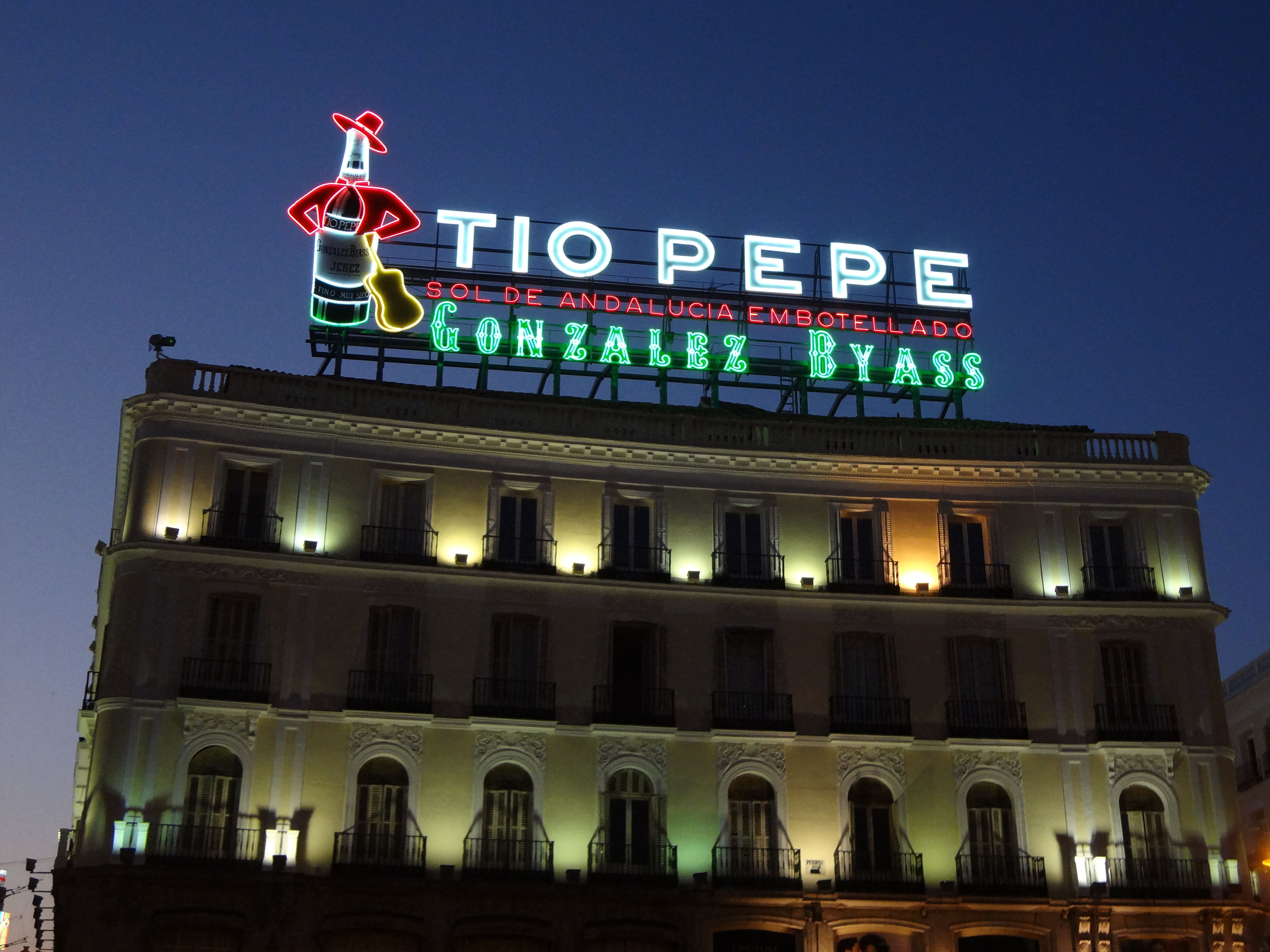
Anuncio del jerez Tío Pepe, en la Puerta del Sol, el letrero de neón más famoso de Madrid, en su ubicación original

El neón es un elemento químico, un gas inerte y es un componente menor de la atmósfera de la Tierra. Fue descubierto en 1898 por William Ramsay y Morris W. Travers. Cuando Ramsay y Travers consiguieron obtener algo de neón puro de la atmósfera, investigaron sus propiedades usando el tubo de descarga eléctrica de gas, semejante a los tubos usados hoy para los letreros de neón. Más tarde, Travers anotó: "el brillo de la luz carmesí del tubo pertenece a mi historia y fue un espectáculo para obsesionarse y no olvidar nunca"." El procedimiento para estudiar los colores de luz emitidos por el tubo de descarga (o tubos "Geissler") era ya conocido por entonces, porque los colores de la luz (las líneas del espectro) emitidas por el tubo de descarga de gas son, básicamente, la huella digital que identifica los gases que contiene.
De forma inmediata al descubrimiento del neón, los tubos de neón se utilizaron en instrumentos científicos y en innovaciones. Sin embargo, la escasez de gas neón puro excluía su aplicación para iluminación eléctrica de descarga, en línea con el tubo de Moore, que trabajaba habitualmente con nitrógeno o dióxido de carbono como gases, y que habían obtenido cierto éxito comercial en los U.S.A. a principios de la década de 1900. Después de 1902, la empresa de Georges Claude en Francia, Air Liquide, empezó a producir cantidades industriales de neón básicamente como un subproducto de su negocio de licuefacción de aire. Desde el 3 al 10 de diciembre de 1910 Claude exhibió dos tubos de brillante neón encarnado, de 12 m de longitud cada uno, en el Salón del Automóvil de París.
Básicamente, estos tubos tenían la forma actual. Los diámetros exteriores de los tubos de vidrio que se usaron oscilaban entre 9 y 25 mm; con equipamiento eléctrico normal, los tubos pueden llegar a tener 30 m de longitud. La presión del gas dentro del tubo está entre 3...20 Torr (0,4...3 kPa), lo que supone un vacío parcial en su interior. Claude también resolvió dos problemas técnicos que acortaban sustancialmente la vida útil del neón y de algunos otros tubos de descarga, y dio de modo efectivo nacimiento a la industria de la iluminación por neón. En 1915 se registró en U.S.A. una patente que protegía el diseño de los electrodos para la iluminación por descarga de gas; esta patente fue la base para el monopolio que su compañía, Claude Neon Lights, logró en los U.S.A. para los letreros de neón, hasta los primeros años de la década de 1930.
Las patentes de Claude preveían el uso de gases como el argón y el vapor de mercurio para crear otros colores además del proporcionado por el neón. En la década de 1920 se desarrollaron los vidrios y revestimientos fluorescentes para ampliar más la gama de colores y efectos para los tubos con gas argón o mezclas de argón y neón; en general, los revestimientos fluorescentes se usan con una mezcla de argón y vapor de mercurio, que emite luz ultravioleta y activa el revestimiento fluorescente. Hacia la década de 1930, los colores que daban las combinaciones de luces de tubo de neón se convirtieron en adecuados para usarlos como iluminación general de interiores, y tuvieron cierto éxito en Europa, pero no en U.S.A. Desde los 1950, la investigación sobre fósforos para televisiones en color, ha creado casi 100 colores nuevos para la iluminación con tubo de neón.